# Радіоаматор (журнал)
«Радіоаматор» — український радіоаматорський журнал, що випускався в Україні. 

## Історія
Видавництво «Радіоаматор» засноване у липні 1992 року. 
Перший випуск журналу було видано у січні 1993 року. Наступні випуски виходили щомісяця.
|                                 | Шановний читачу! Перед Вами новий журнал «Радіоаматор» (РА), появу якого ми всі давно очікували. РА - перший в історії незалежної України масовий науково-популярний журнал з питань радіотехніки та електроніки. Сподіваємось, що серед аналогічних видань наш РА посяде належне місце, ставши більш популярним серед українських радіоаматорів ніж російське «Радио» і бєларуський «Радиолюбитель». |
| — Редколегія, РА:93, №1, с.2—3. | |

Статті журналу друкувалися українською і російською, а в міжнародній версії лише російською.
Тематика журналу «Радіоаматор» — це висвітлення питань діяльності радіоаматорства, проблем сучасної радіоелектроніки і зв'язку. Публікації з конструювання і ремонту аудіо-відеоапаратури, електронна схемотехніка, ремонт і модернізація побутової електроніки, радіозв'язокі сучасні телекомунікації, зокрема дротовий і мобільний зв'язок, супутникове, кабельне телебачення, а також допомога радіоаматорам у вирішенні проблем теорії і практики, підтримка освіти радіоаматорства.
Після початку широкомасштабне вторгнення РФ в Україну 24 лютого 2022 року журнал випускався виключно в електронному вигляді у форматі PDF.
У січні 2023 року вийшов останній випуск журналу, що був присвячений 30-річному ювілею видання.

## Редакційна колегія
- Головний редактор — Олександр Саулов;
- В. Г. Бондаренко;
- С. Г. Бунін (UR5UN);
- М. П. Власюк;
- А. М. Зінов'єв;
- А. А. Перевертайло UT4UM;
- С. М. Рюмик;
- Е. А. Салахов;
- О. Ю. Саулов (аудіо-відео);
- Є. Т. Скорик.
- Літредактор — Корнілєва Н. М.

## Постійні автори
- А. Г. Зизюк;
- М. П. Власюк;
- С. М. Рюмик;
- А. В. Кравченко;
- Е. Л. Яковлєв;
- А. Л. Бутов;
- С. А. Йолкін.
- Кальянц Аркадій Сергійович та Артем Аркадійович;
- В. А. Кандауров;
- Канівець Роман Михайлович;
- та інші.